# Jiří Kovanda
Jiří Kovanda (* 1953 in Prag) ist ein tschechischer Künstler, der vor allem mit den Mitteln der Konzeptkunst, Performance, aber auch der Malerei arbeitet. Kovanda ist seit 1995 Assistent an der Akademie der Bildenden Künste in Prag, wo er auch lebt.

## Ausstellungen

### Einzelausstellungen (Auswahl)
- 2007: Jiri Kovanda vs. The Rest of the World. De Appel, Amsterdam.[1]
- 2005: Jiří Kovanda - pictures. House of Art - Dum Umeni, Budweis[2]
- 1995: Forum Stadtpark, Graz.
- 1991: Neue Galerie Graz.

### Teilnahme an Gruppenausstellungen (Auswahl)
- 2007: documenta 12, Kassel. Gezeigt wurde die Arbeit Aktionen, 1976/1977.[3]
- 2006: tranzit - Auditorium, Stage, Backstage – Eine Ausstellung in 32 Szenen. Frankfurter Kunstverein, Frankfurt/Main.
- 2004: Cordially invited - in Post CM. Centraal Museum, Utrecht.